# Comuna Cuzăplac, Sălaj
Cuzăplac este o comună în județul Sălaj, Transilvania, România, formată din satele Cubleșu, Cuzăplac (reședința), Gălășeni, Mierța, Petrindu, Ruginoasa, Stoboru și Tămașa.
Din punct de vedere etnografic, comuna face parte din Țara Călatei (în maghiară Kalotaszeg) - Ținutul de Jos (în maghiară Alszeg), mai exact, cursul superior al văii Almașului cu afluenții - zona dintre Zimbor și Tetișu.

## Demografie
Componența etnică a comunei Cuzăplac
     Români (75,96%)
     Maghiari (13,59%)
     Romi (5,51%)
     Alte etnii (0%)
     Necunoscută (4,94%)
Componența confesională a comunei Cuzăplac
     Ortodocși (76,09%)
     Reformați (13,91%)
     Penticostali (2,31%)
     Baptiști (1,28%)
     Alte religii (1,22%)
     Necunoscută (5,19%)
Conform recensământului efectuat în 2021, populația comunei Cuzăplac se ridică la 1.560 de locuitori, în scădere față de recensământul anterior din 2011, când fuseseră înregistrați 1.864 de locuitori. Majoritatea locuitorilor sunt români (75,96%), cu minorități de maghiari (13,59%) și romi (5,51%), iar pentru 4,94% nu se cunoaște apartenența etnică. Din punct de vedere confesional, majoritatea locuitorilor sunt ortodocși (76,09%), cu minorități de reformați (13,91%), penticostali (2,31%) și baptiști (1,28%), iar pentru 5,19% nu se cunoaște apartenența confesională.

## Politică și administrație
Comuna Cuzăplac este administrată de un primar și un consiliu local compus din 9 consilieri. Primarul, Ionel-Florin Țîrlea[*], de la Partidul Național Liberal, este în funcție din 1 noiembrie 2024. Începând cu alegerile locale din 2024, consiliul local are următoarea componență pe partide politice:
|  | Partid                                 | Consilieri | Componența Consiliului | Componența Consiliului | Componența Consiliului | Componența Consiliului | Componența Consiliului |
|  | -------------------------------------- | ---------- | ---------------------- | ---------------------- | ---------------------- | ---------------------- | ---------------------- |
|  | Partidul Național Liberal              | 5          |                        |                        |                        |                        |                        |
|  | Alianța pentru Unirea Românilor        | 2          |                        |                        |                        |                        |                        |
|  | Uniunea Democrată Maghiară din România | 1          |                        |                        |                        |                        |                        |
|  | Partidul Social Democrat               | 1          |                        |                        |                        |                        |                        |

## Atracții turistice
- Biserica de lemn "Învierea Domnului" din satul Cubleșu, construcție secolul al XVIII-lea, monument istoric
- Biserica de lemn din satul Mierța, construcție 1857
- Biserica de lemn din satul Stoboru, construcție 1715
- Biserica reformată din satul Petrindu, construcție secolul al XIV-lea, monument istoric
- Clopotnița de lemn a bisericii reformate din satul Petrindu, construcție secolul al XVIII-lea, monument istoric
- Biserica Reformată din satul Cuzăplac, construcție 1906 - în interior elemente de secol 18 și 19.
- Drumul lui Traian - segment de drum roman ce pornește de la castrul roman Optatiana (invizibil în teren), trece valea Almașului în dreptul Plopului lui Kiss Karoly, strabate cătunul Bozolnic și satele Stoboru și Cubleșu, apoi urcă prin pădure la locul numit Cruce (o intersecție de drumuri romane, unde există o răstignire și un posibil turn roman). De acolo drumul coboară spre Șardu, jud.Cluj - drum asfaltat integral ce duce pe Valea Șardului până în satul Șardu.
- Plopul lui Kiss Karoly - plop multisecular: 50 m inălțime, 3 m grosime, vârsta aprox.350-400 de ani - merită văzut!
- Arhitectura tradițională unică a caselor din satele Gălășeni, Petrindu, Ruginoasa și mai sporadic în celelalte sate, arhitectură aparținătoare ținutului etnografic Țara Călatei - Kalotaszeg
- Peștera (grota) de la Tămașa
- Panoramele magnifice de pe vârful Planului (475 m) și Dealul lui Ciocoi cu urme de tranșee din Al doilea Război Mondial
- Beneia Sălbatică - o vale foarte sălbatică (Valea Beneii), plină de vegetație, excelentă pentru trekking. Cândva a acolo a existat un sat ce avea și școală.

## Imagini

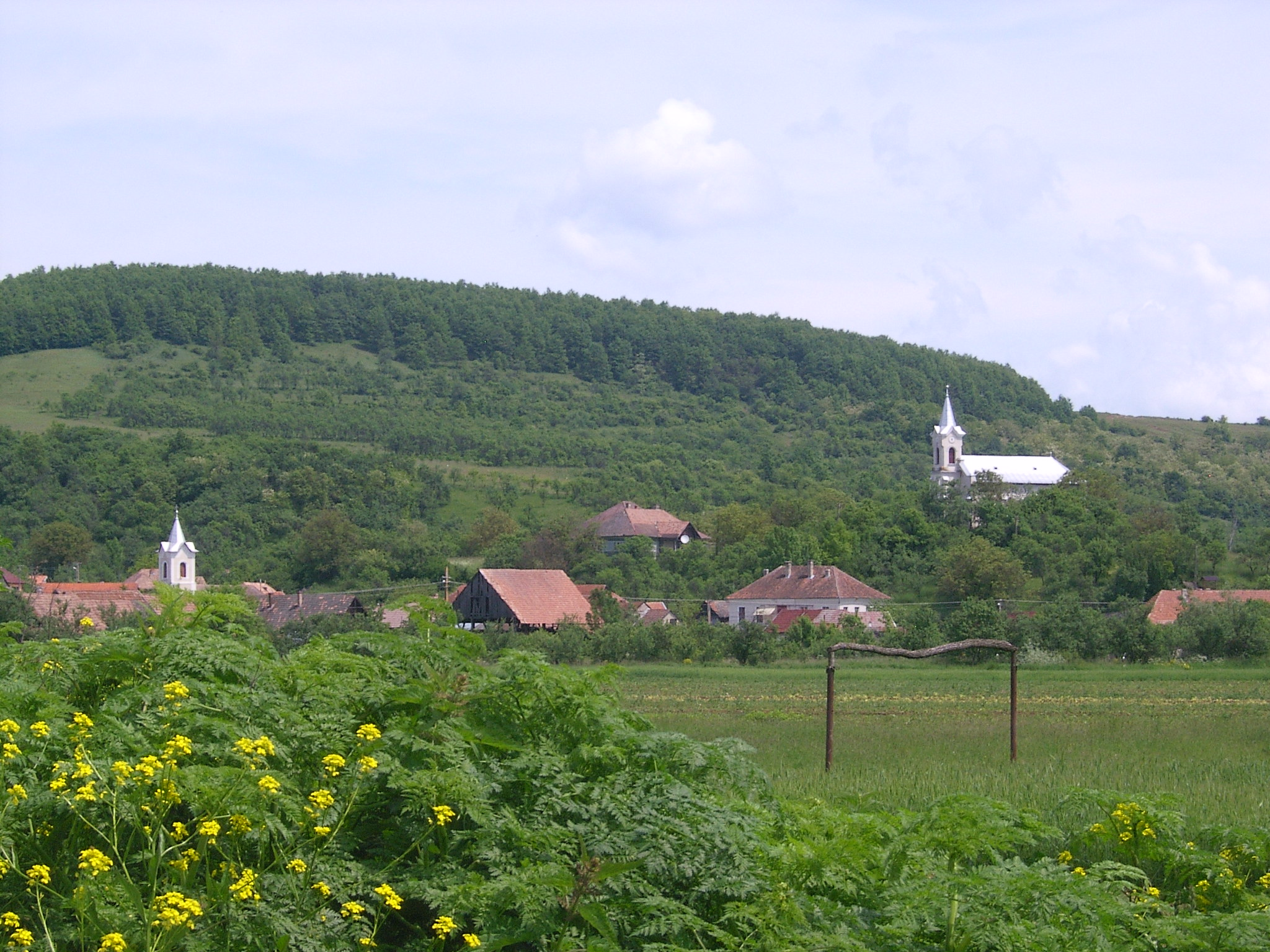
Cuzăplac
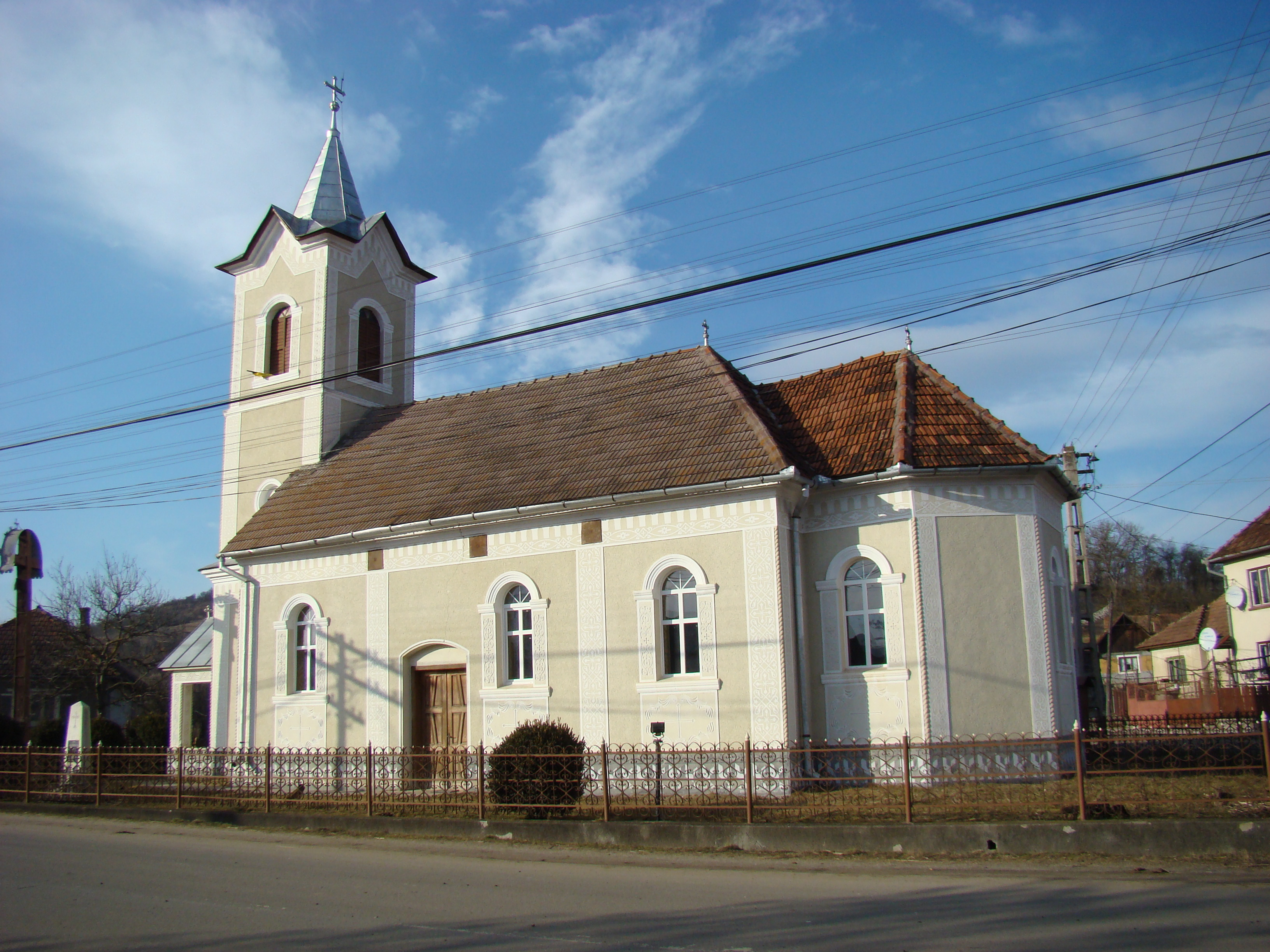
Biserica ortodoxă din Cuzăplac
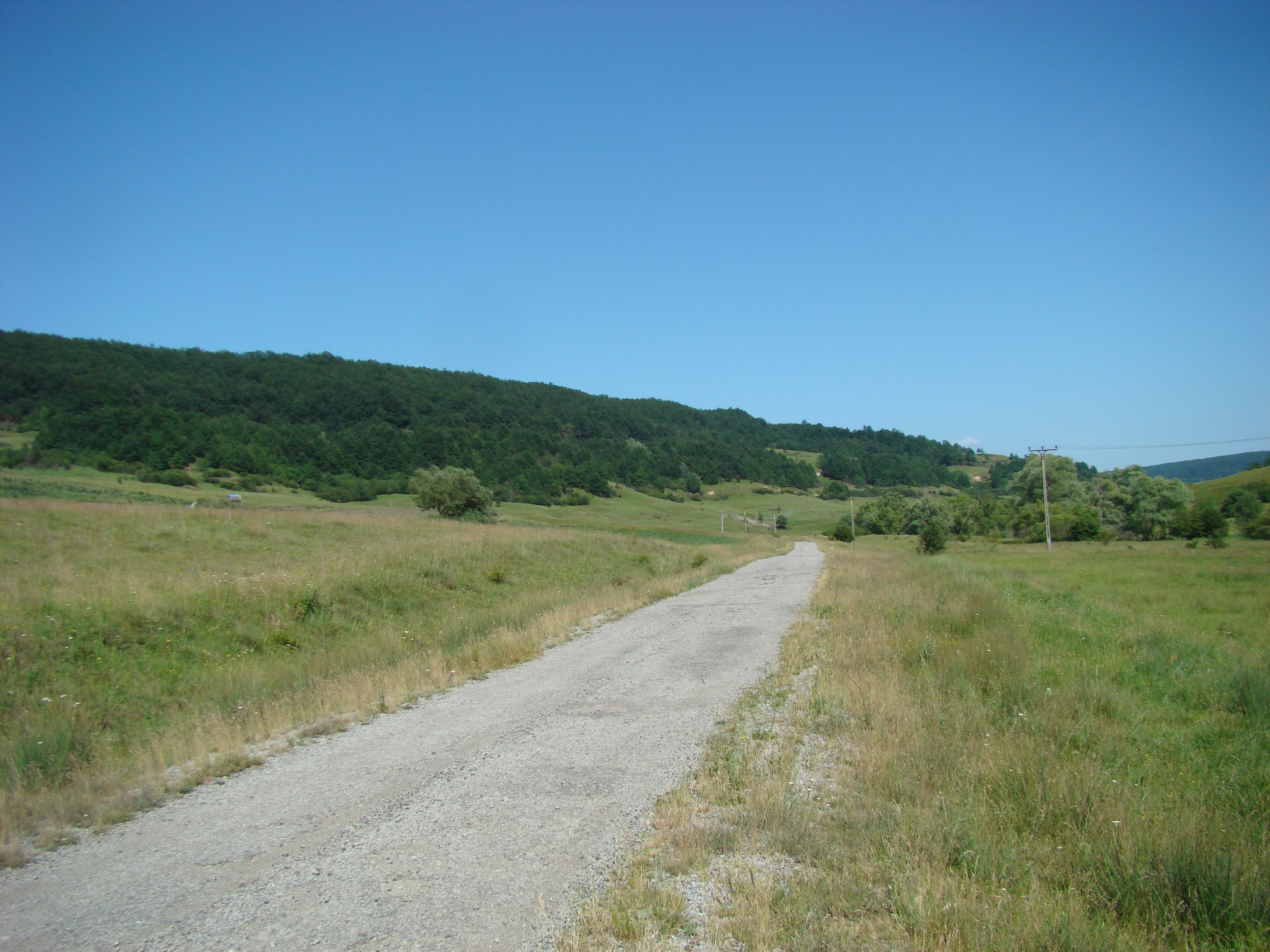
Drumul spre satul Cubleșu
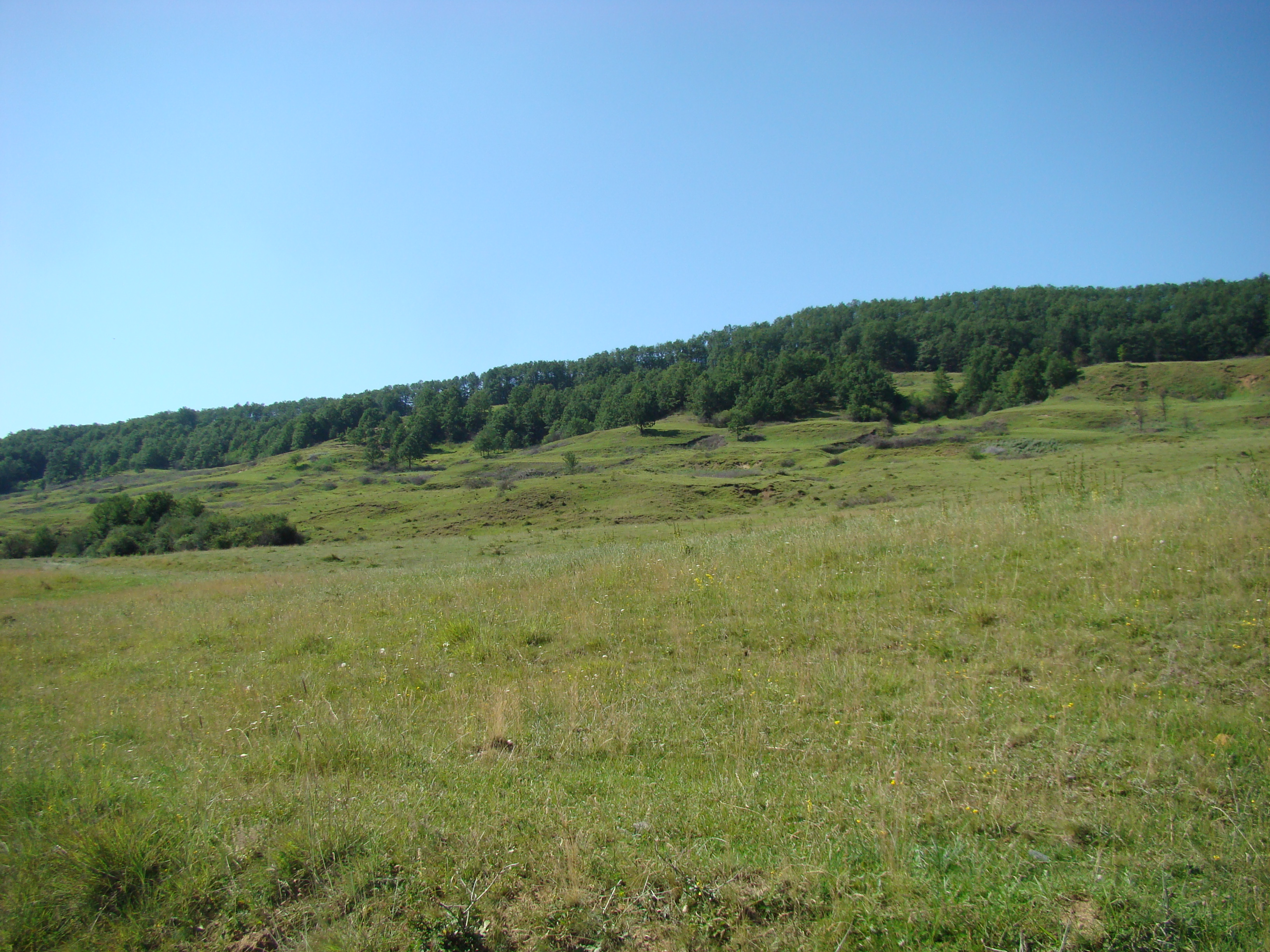
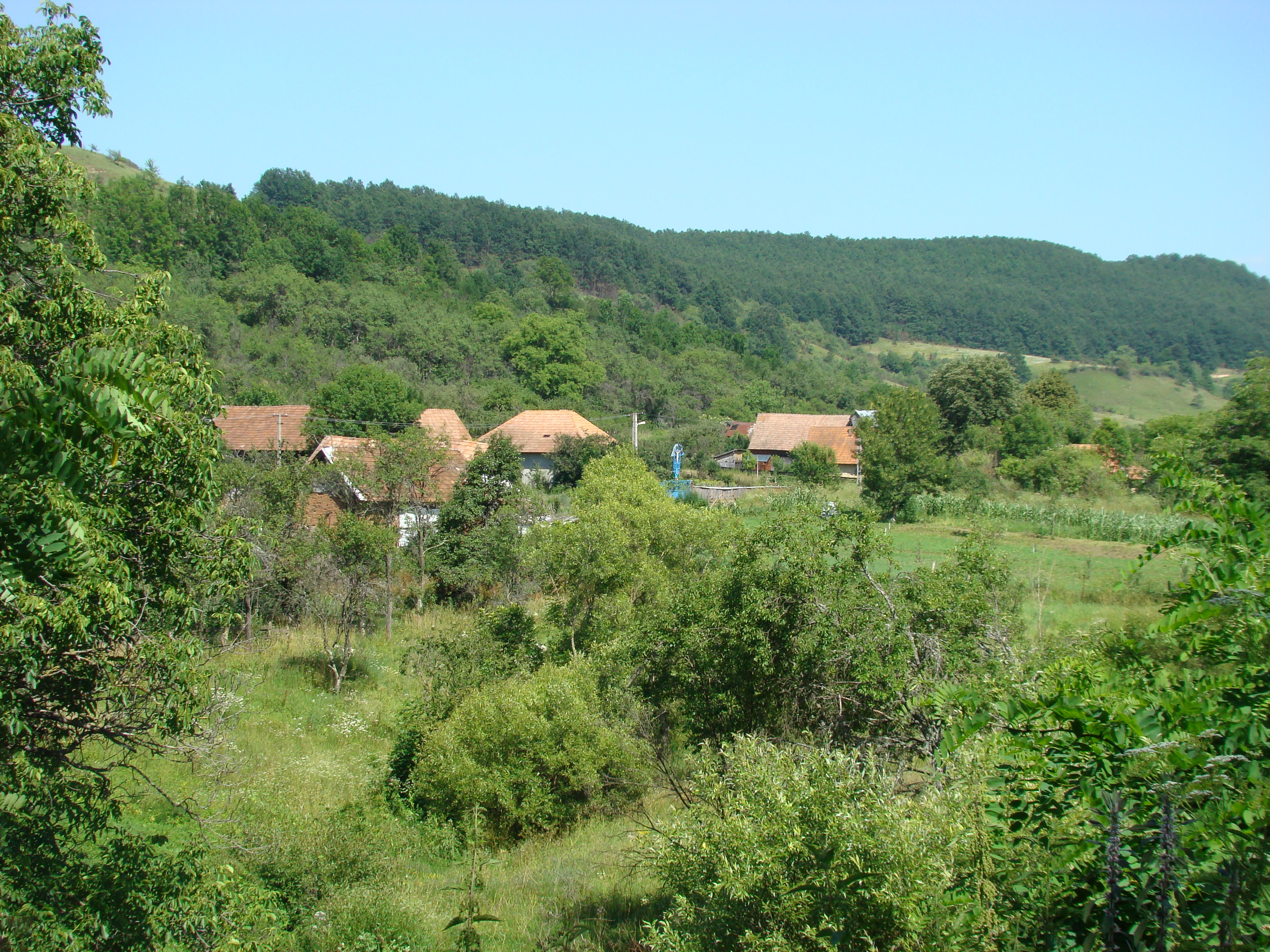
Cubleșu
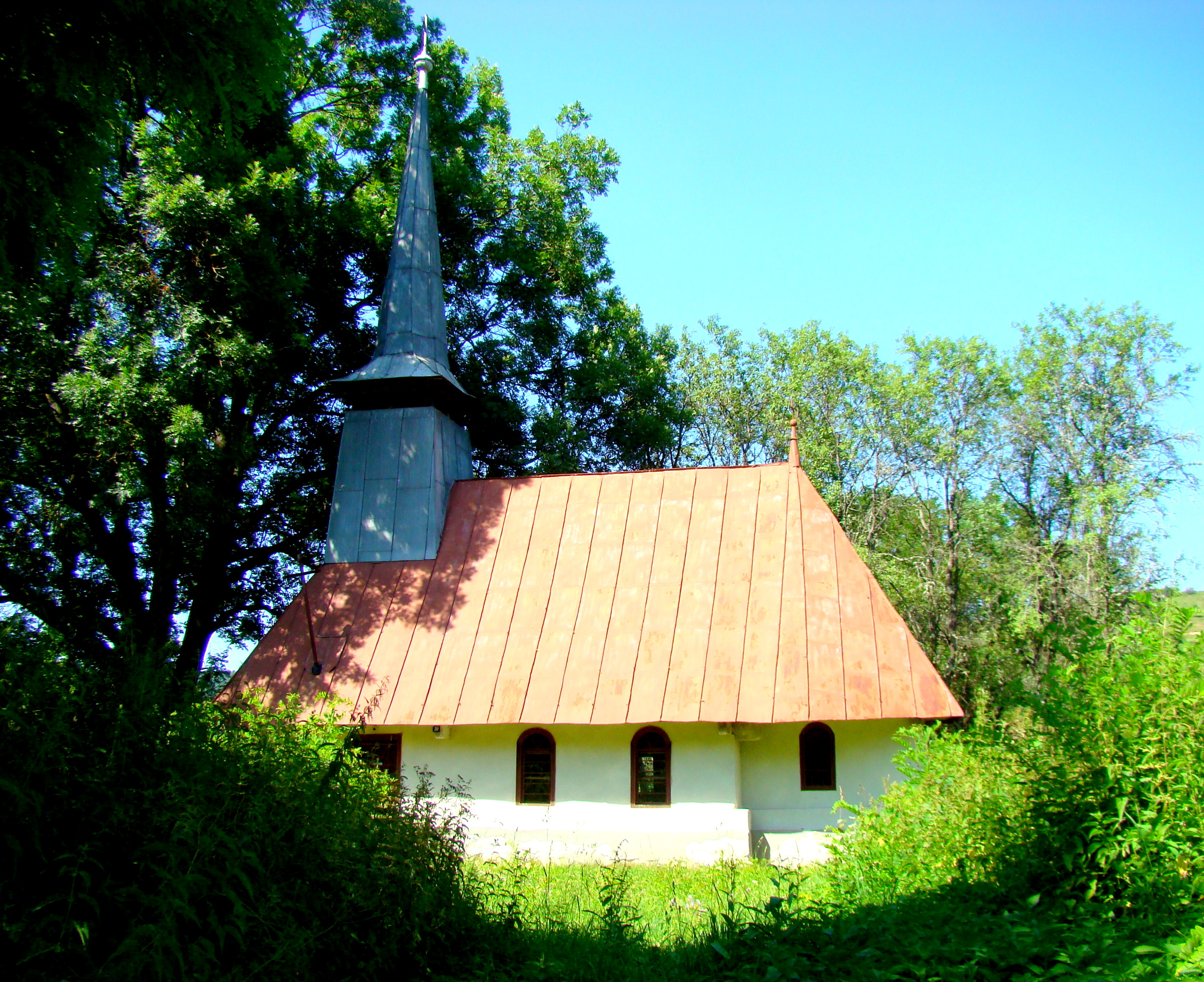
Biserica de lemn din Cubleșu (monument istoric)
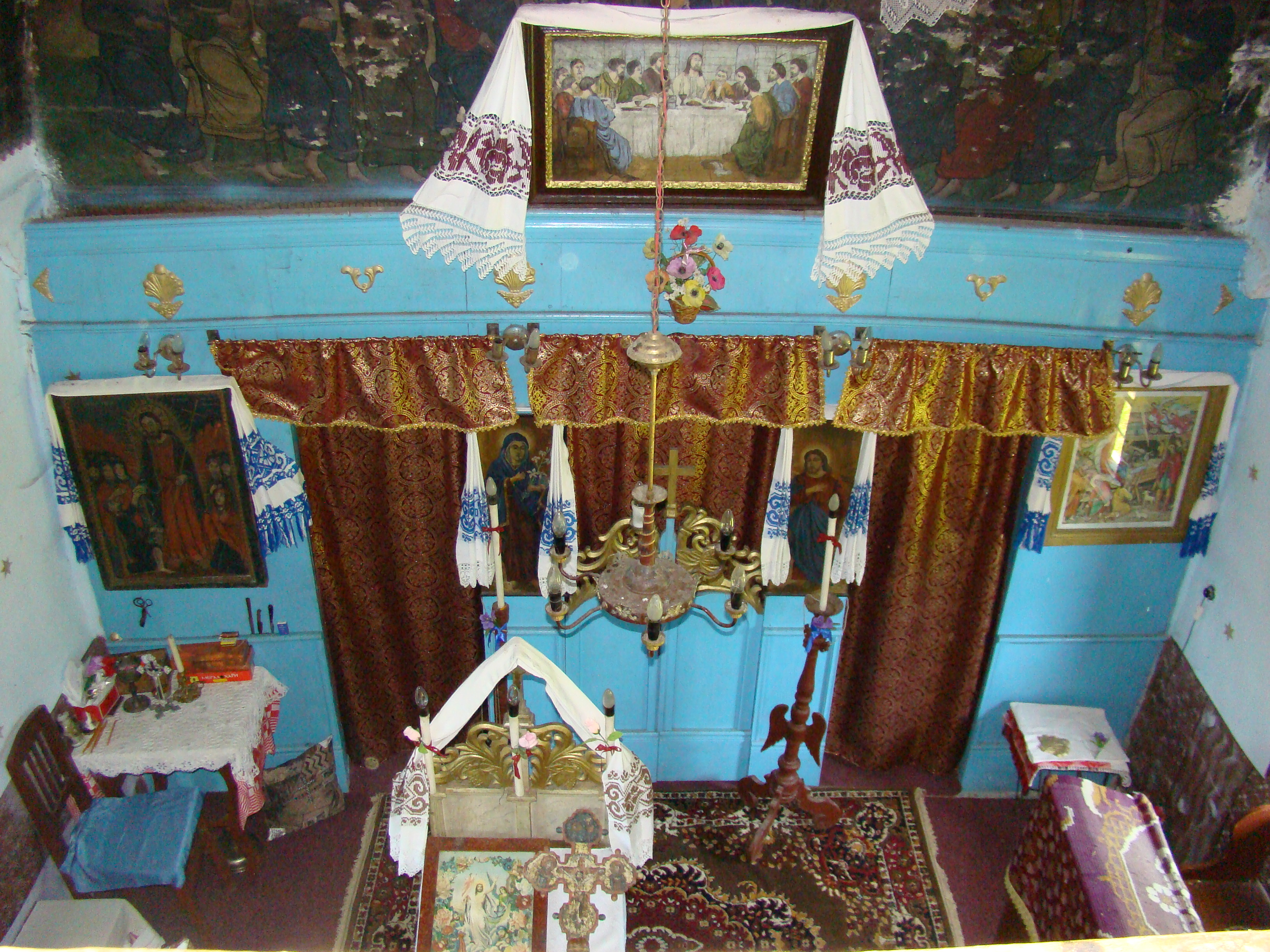
Biserica de lemn din Cubleșu (monument istoric)
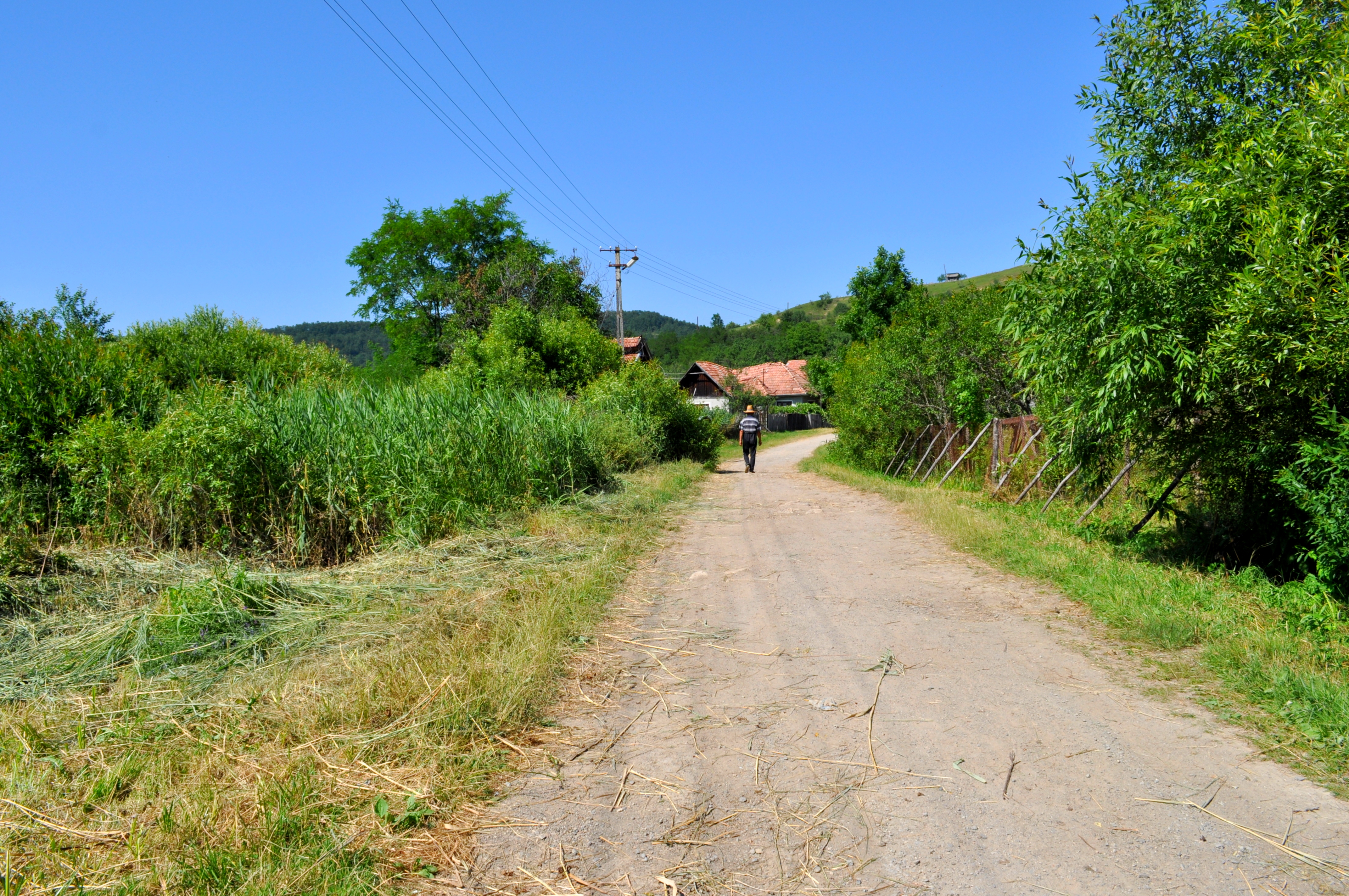
Cubleșu
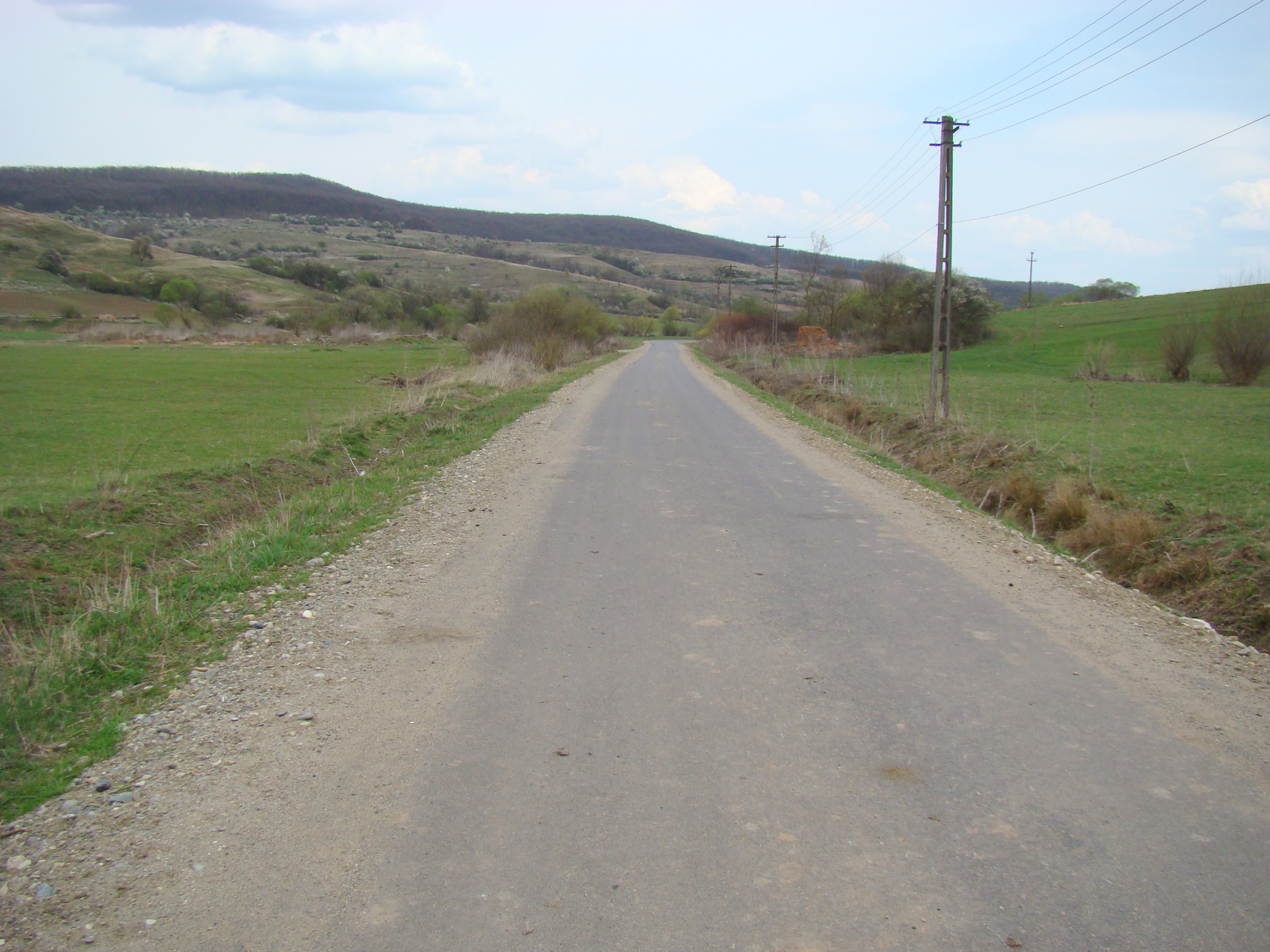
Drumul spre satul Mierța
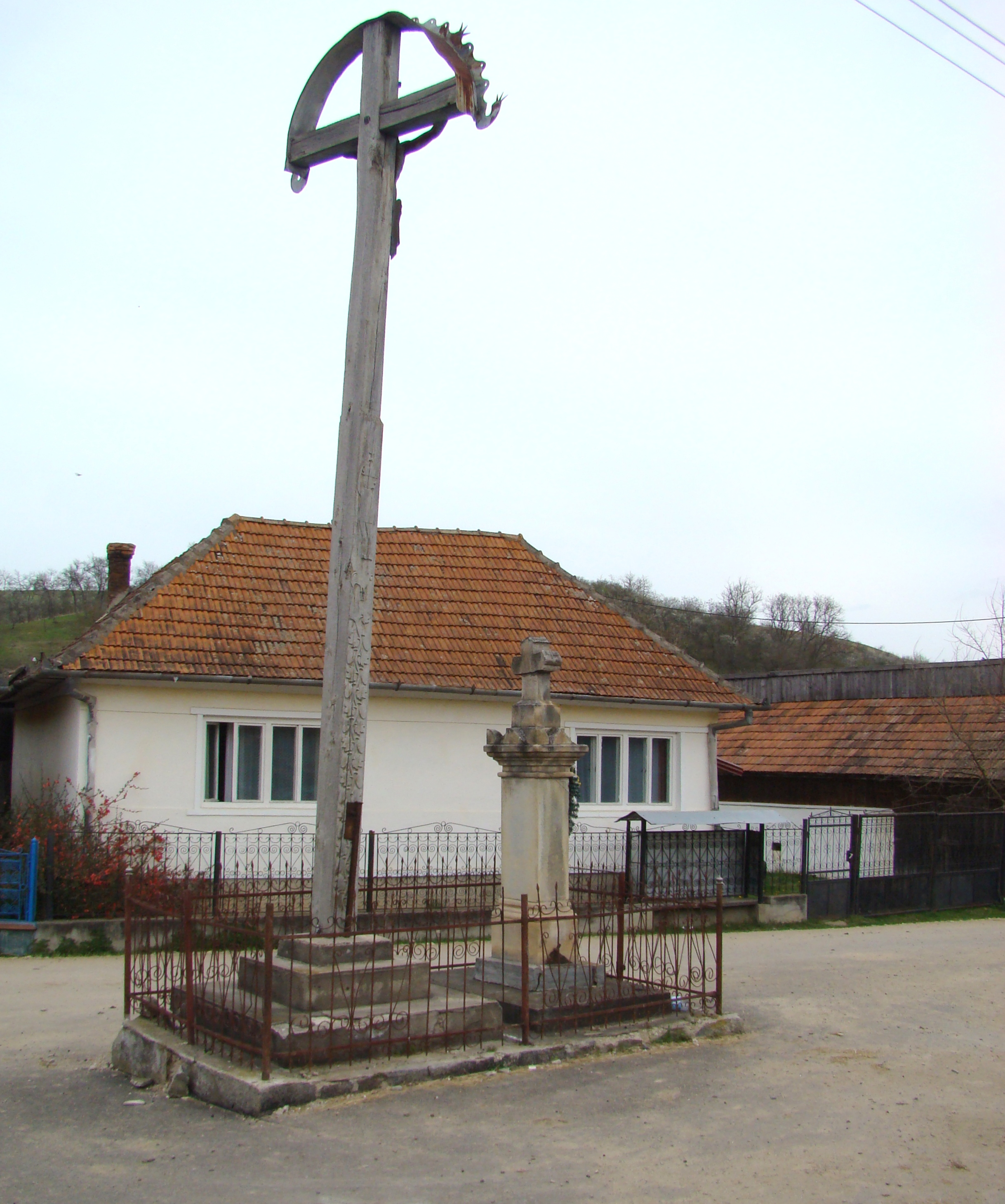
Mierța
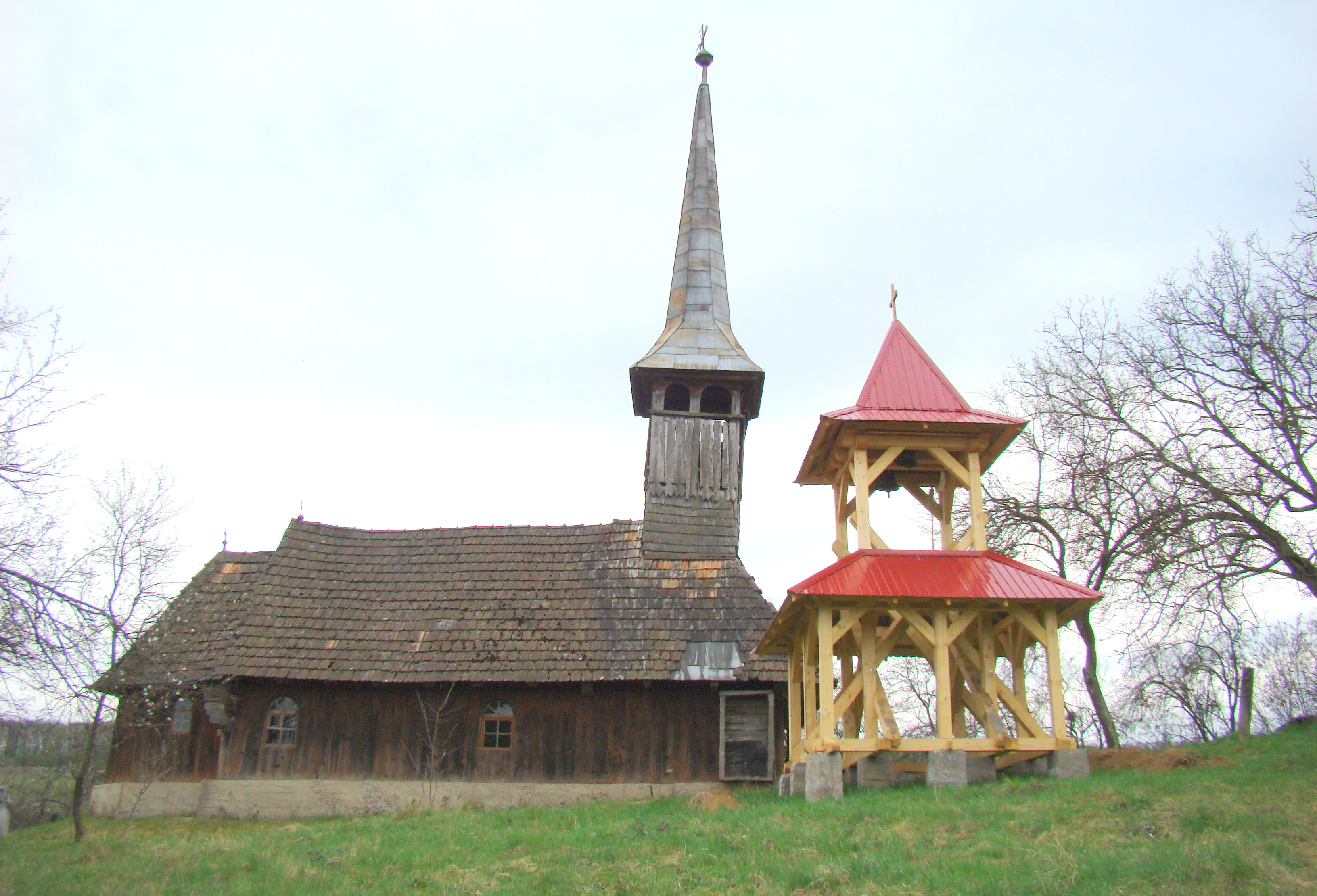
Biserica de lemn din Mierța (monument istoric)
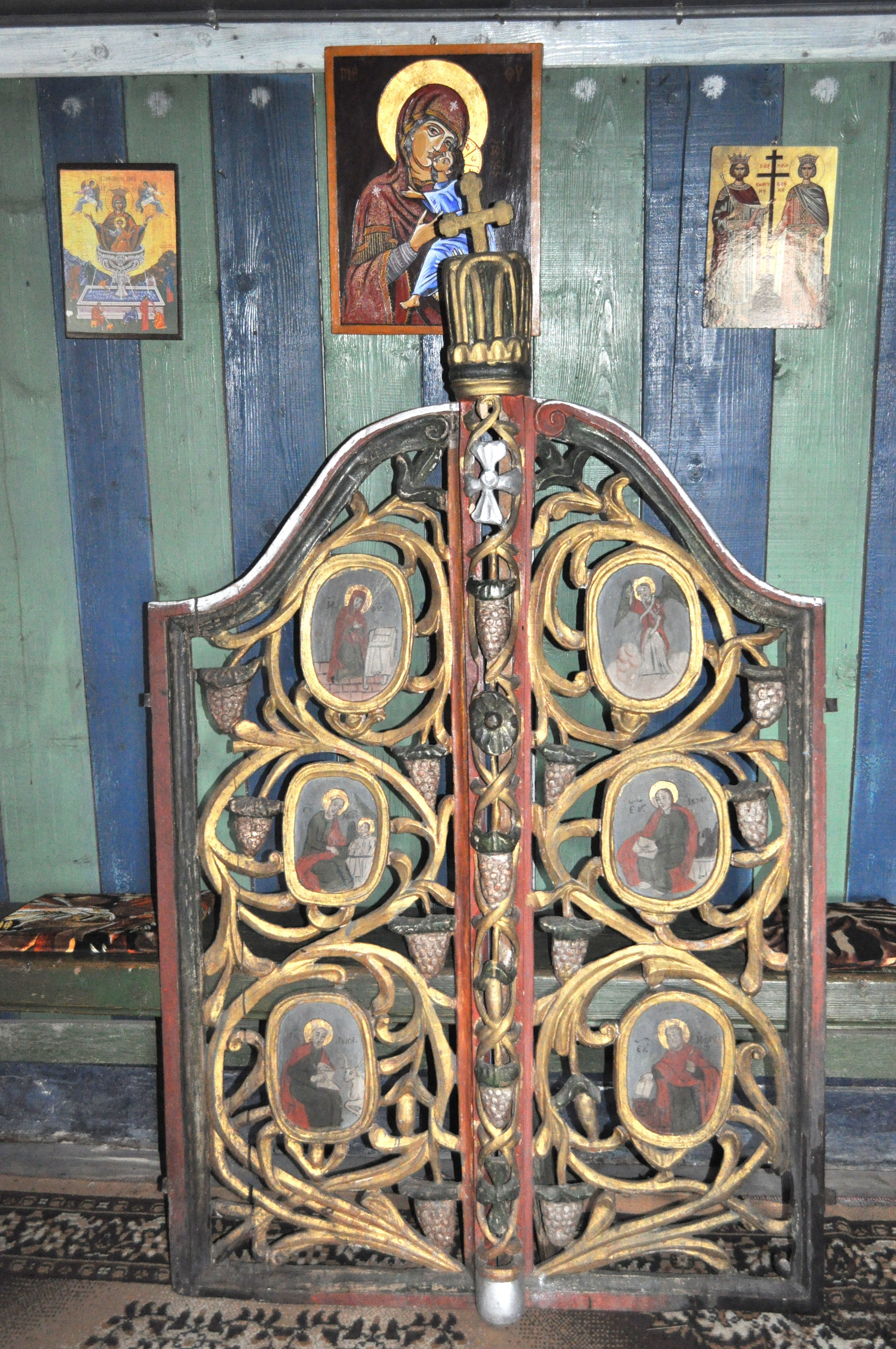
Ușile împărătești
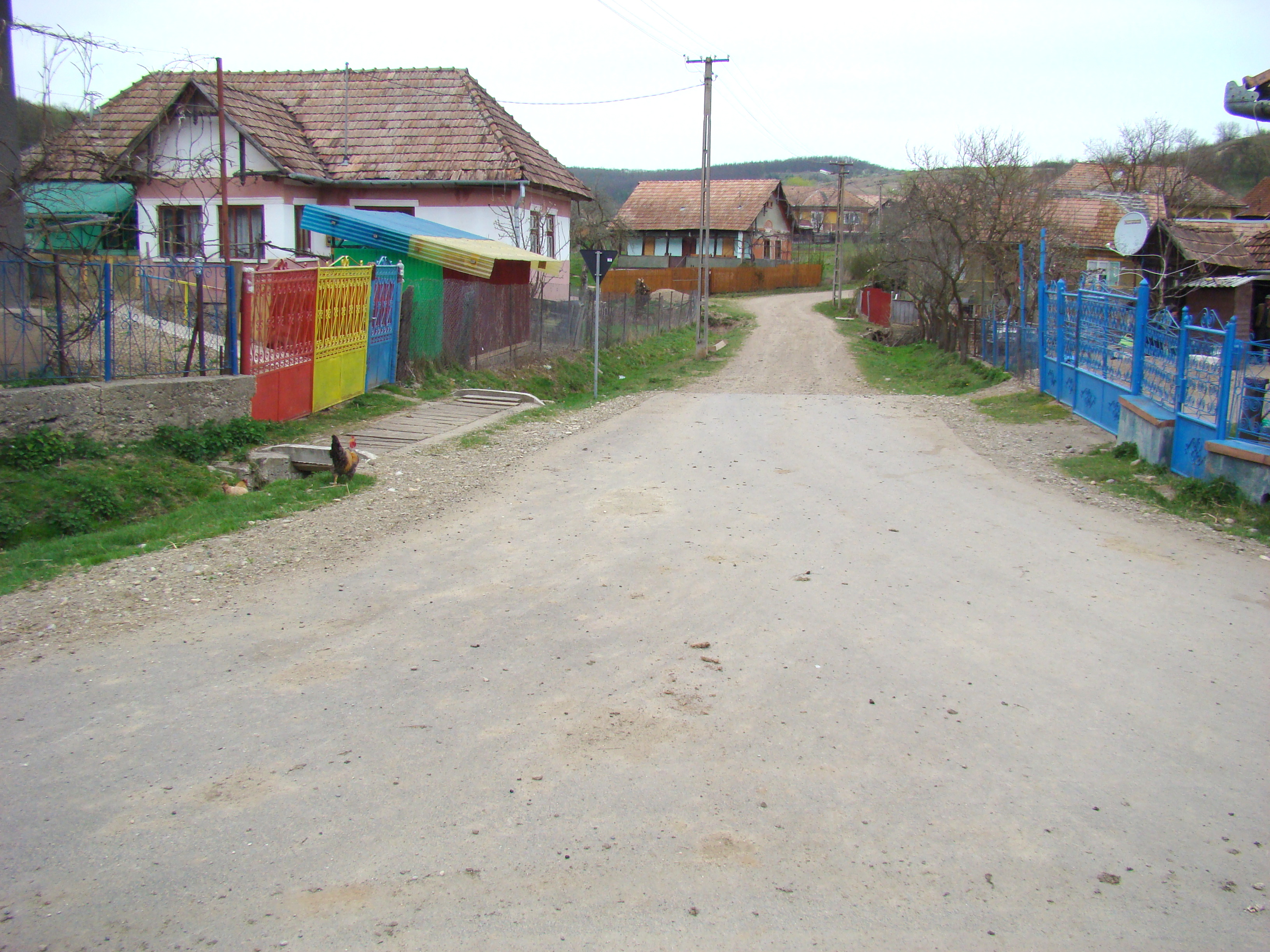
Mierța
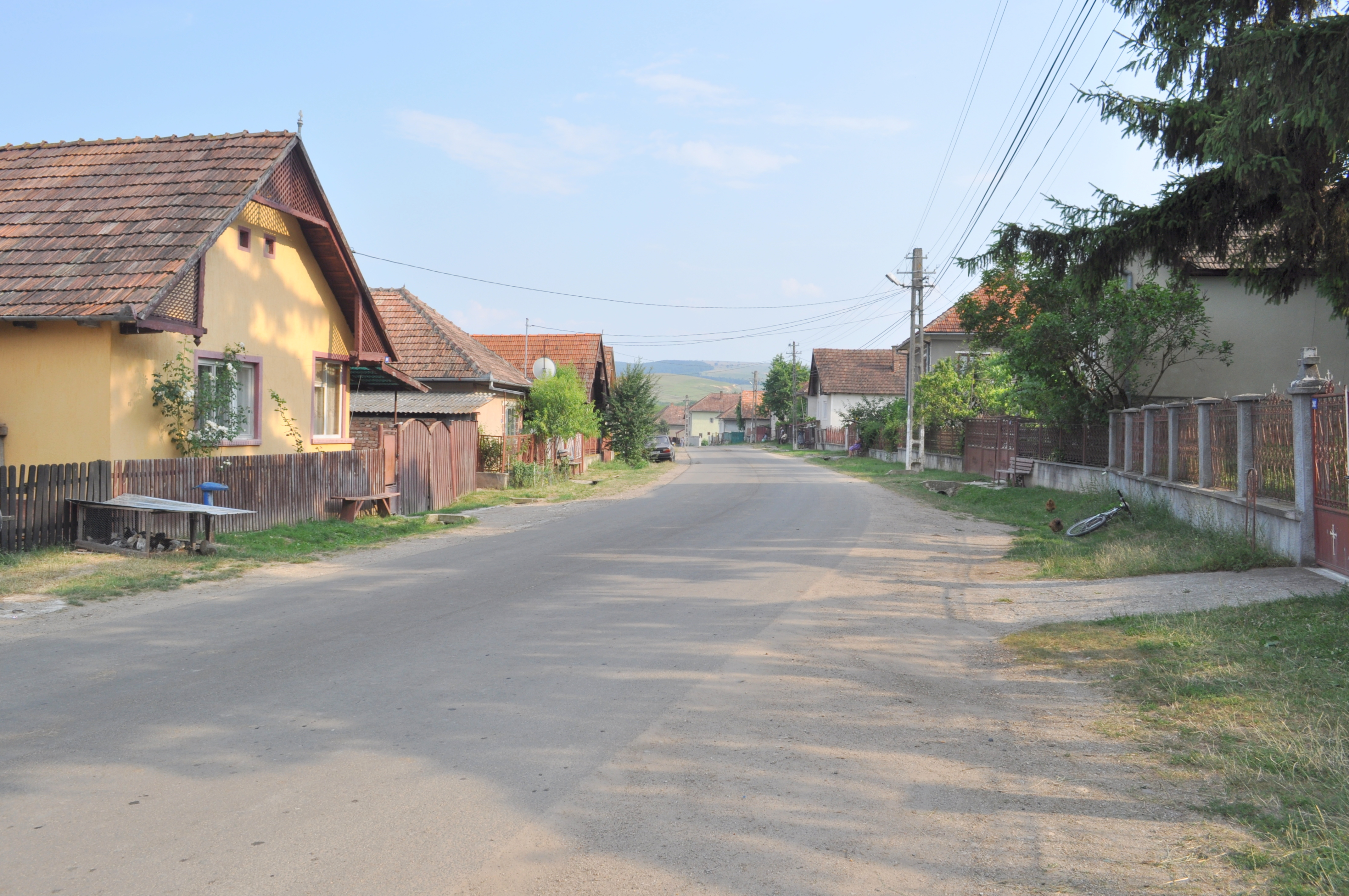
Petrindu
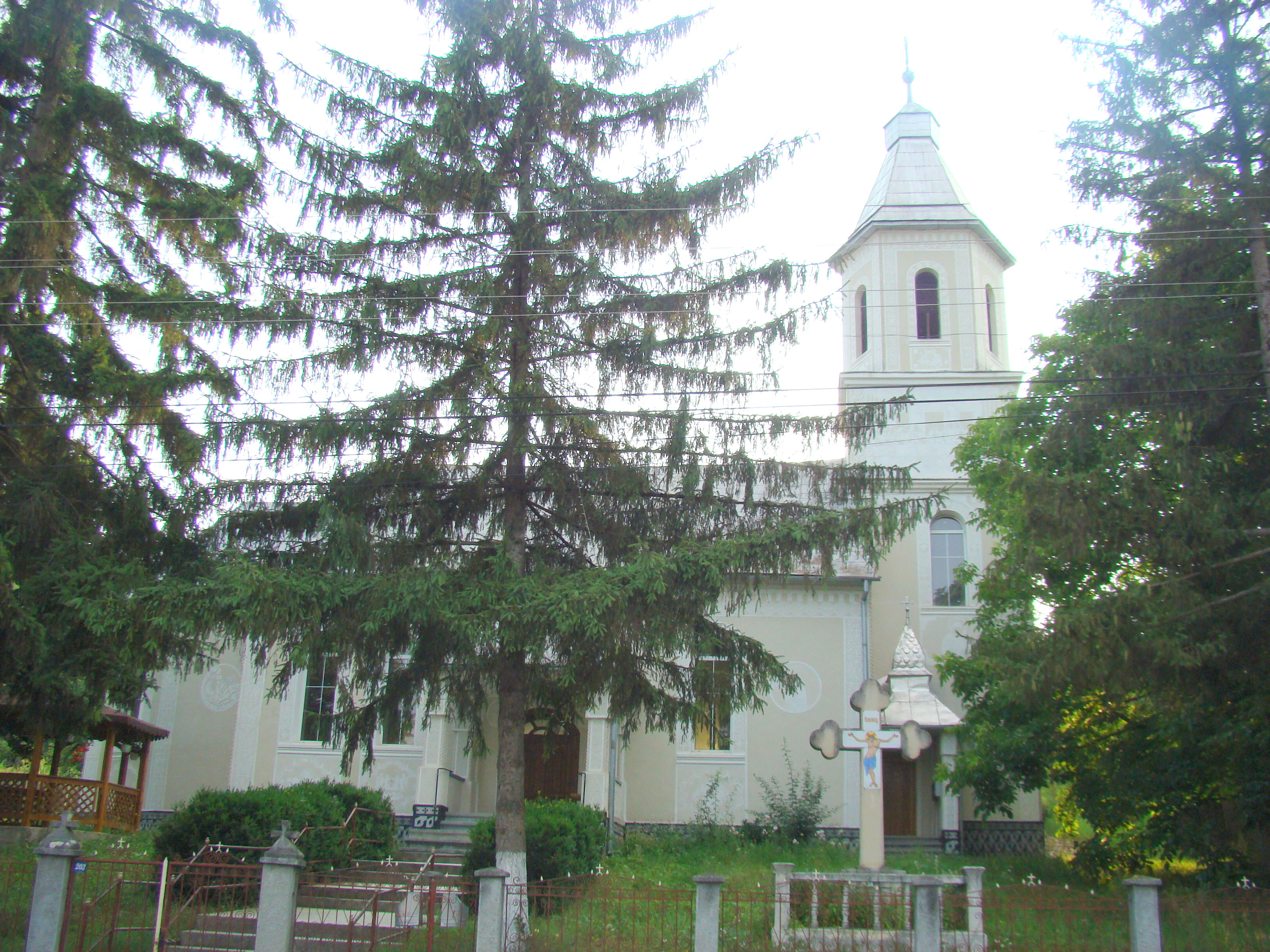
Biserica ortodoxă din Petrindu
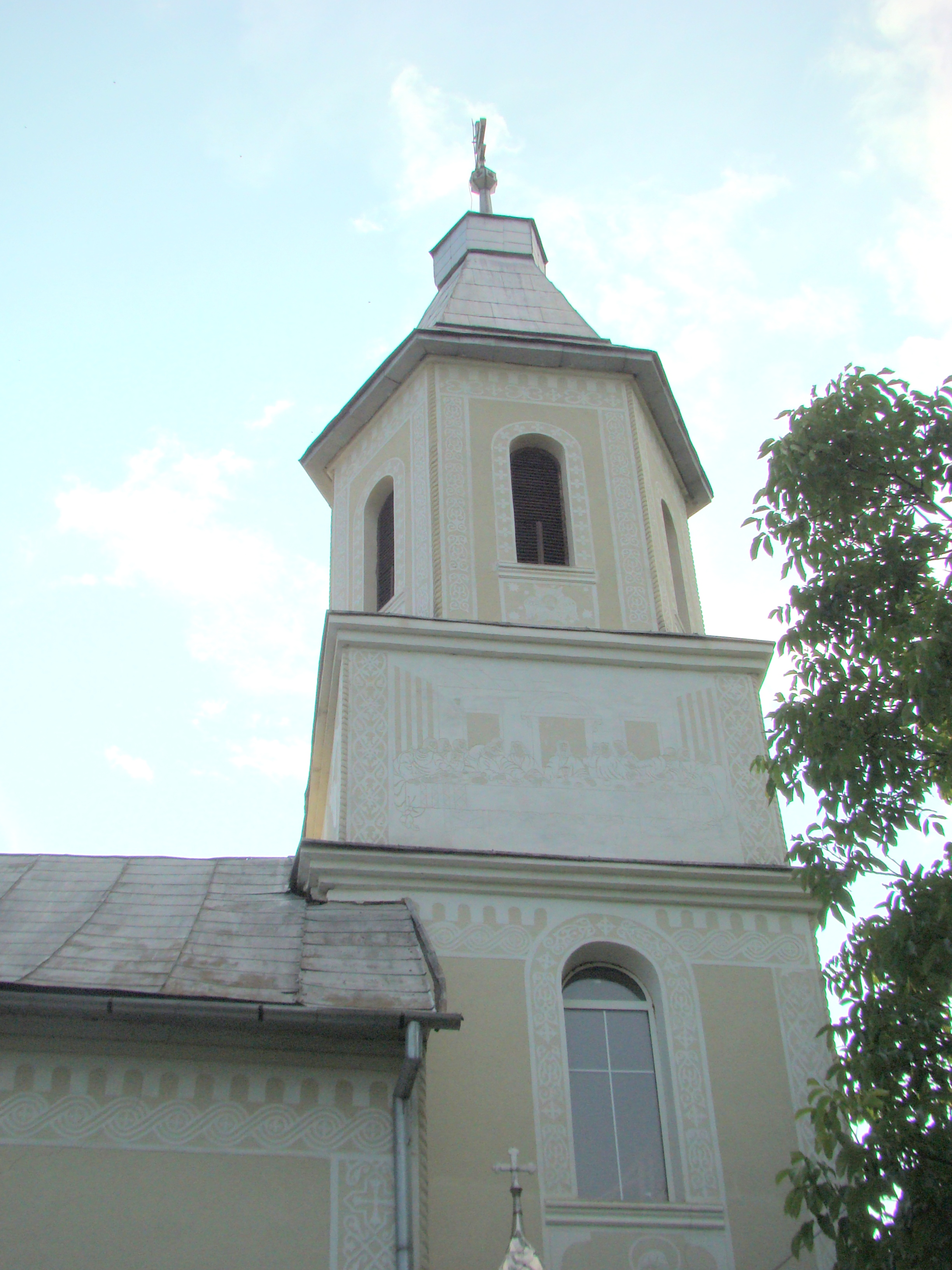
Turnul bisericii
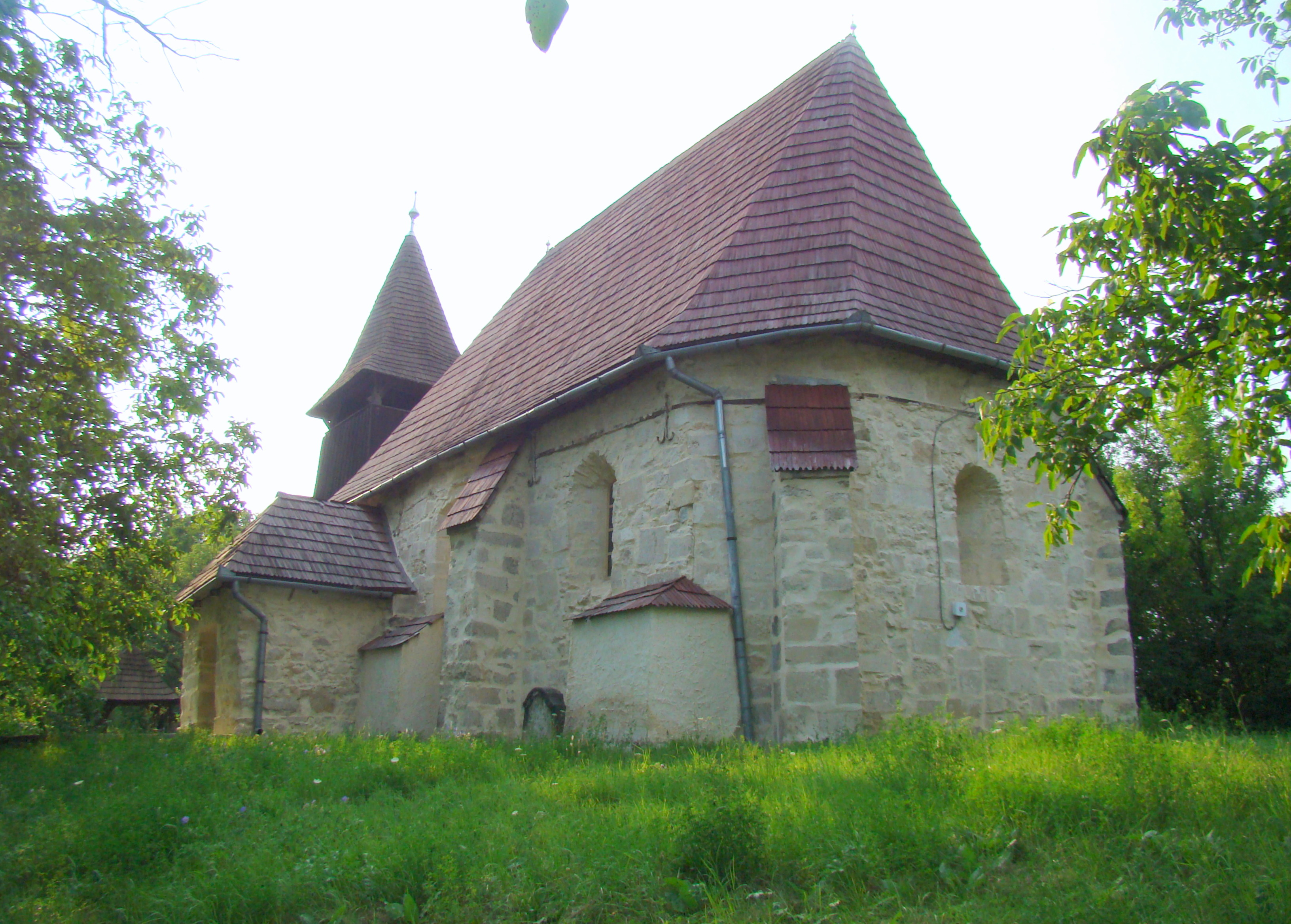
Biserica reformată din Petrindu (monument istoric)
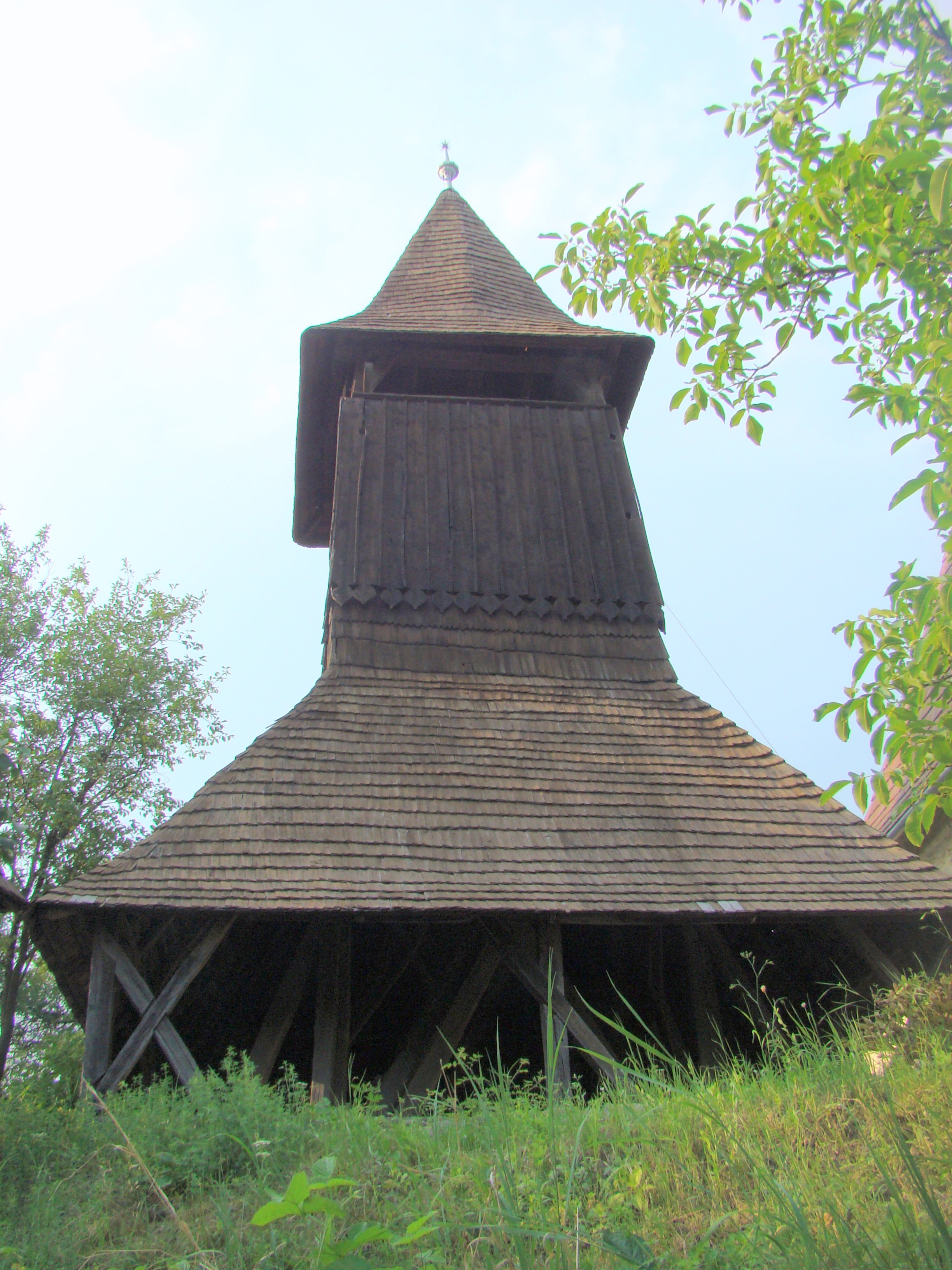
Clopotnița de lemn (monument istoric)
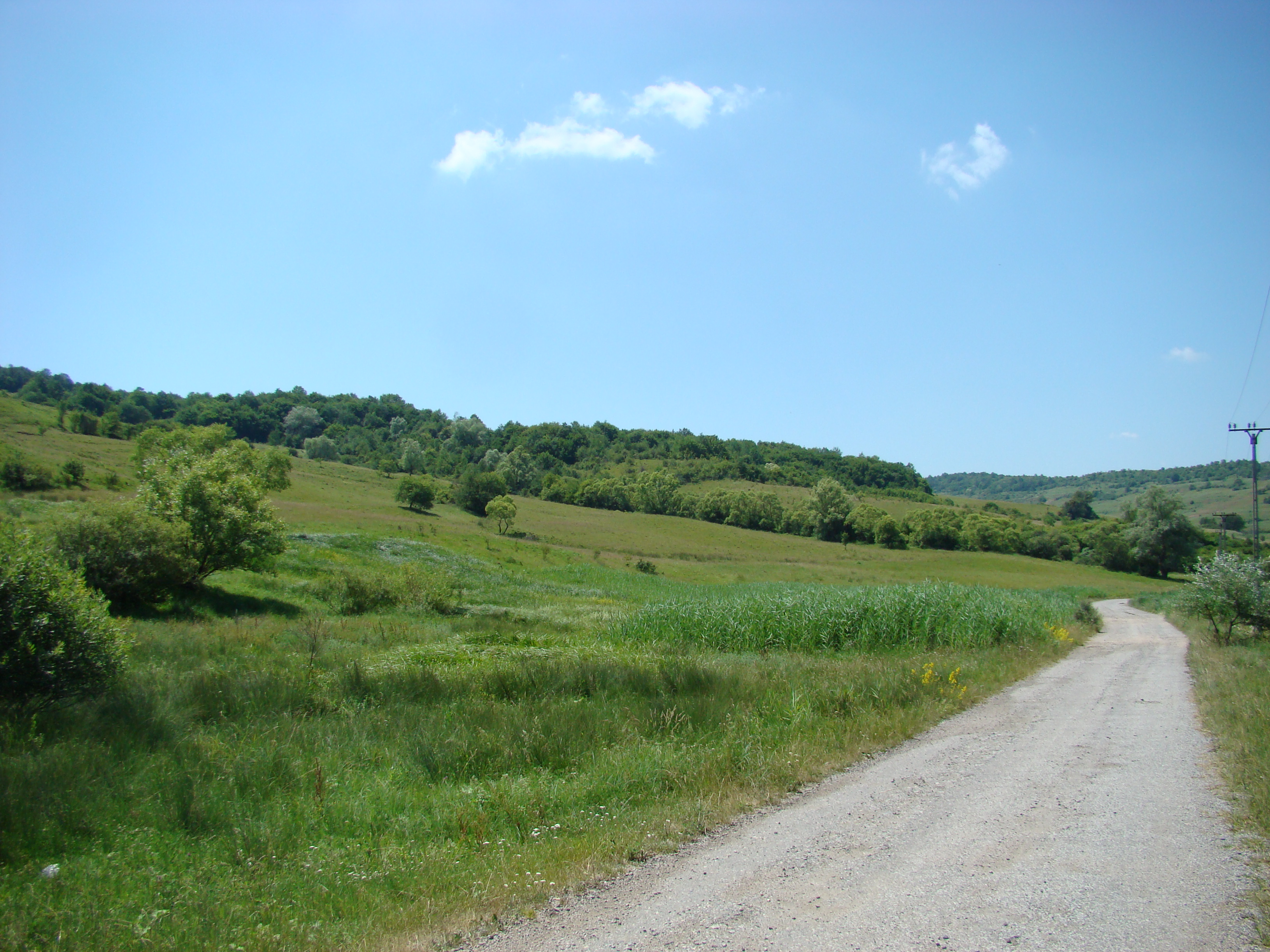
Drumul spre satul Stoboru
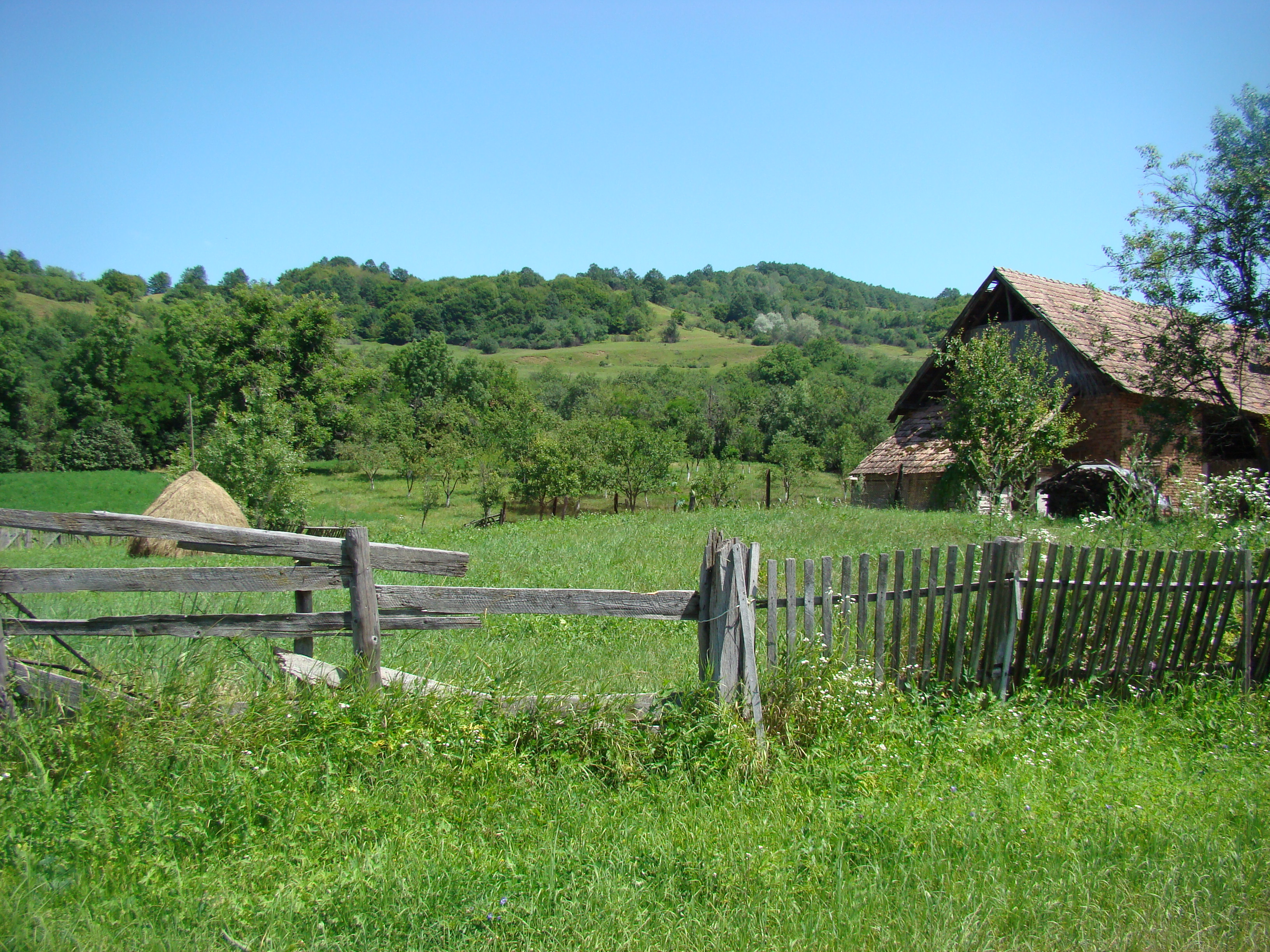
Stoboru
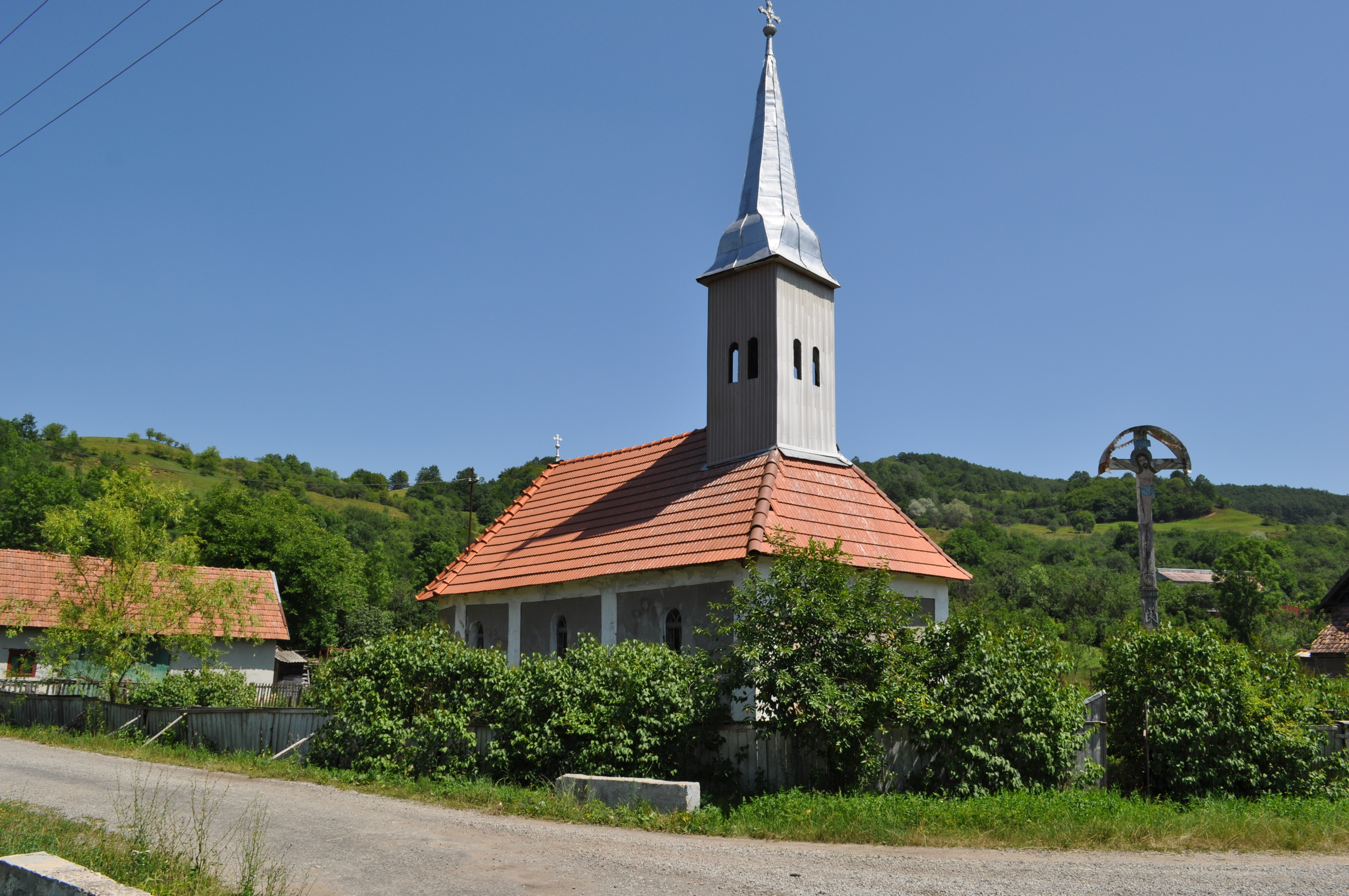
Biserica de lemn din Stoboru (1751)
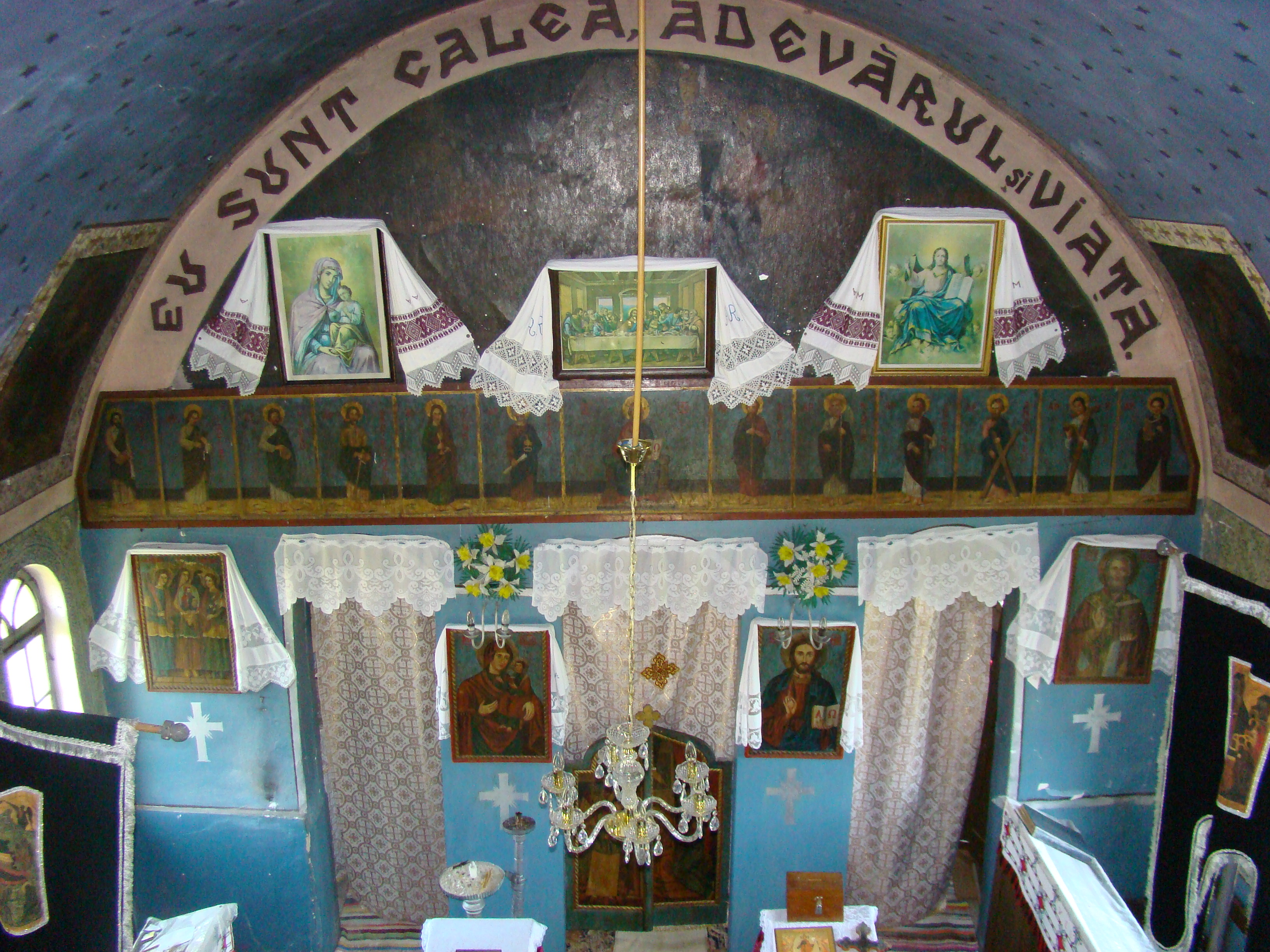
Biserica de lemn din Stoboru
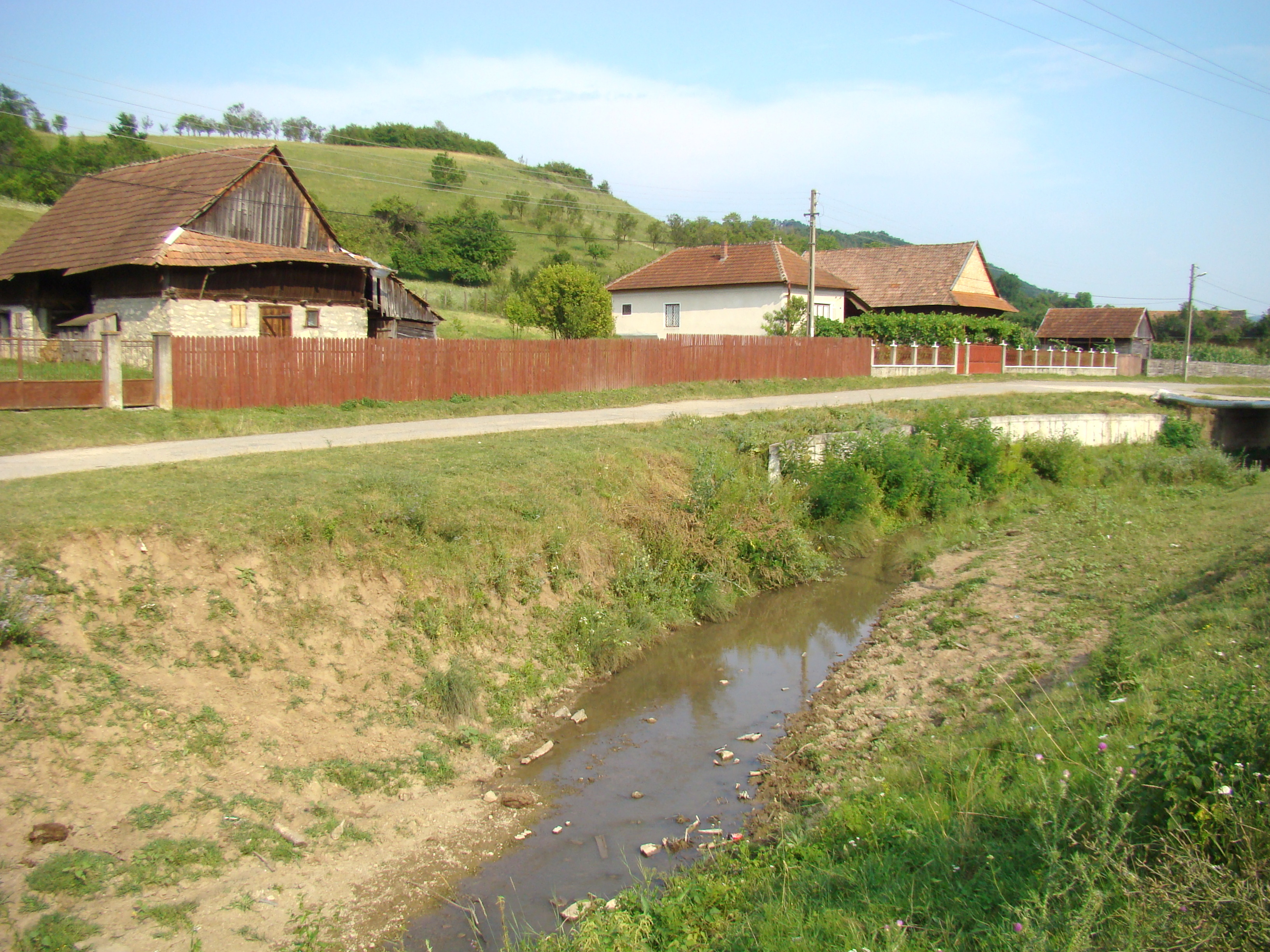
Tămașa
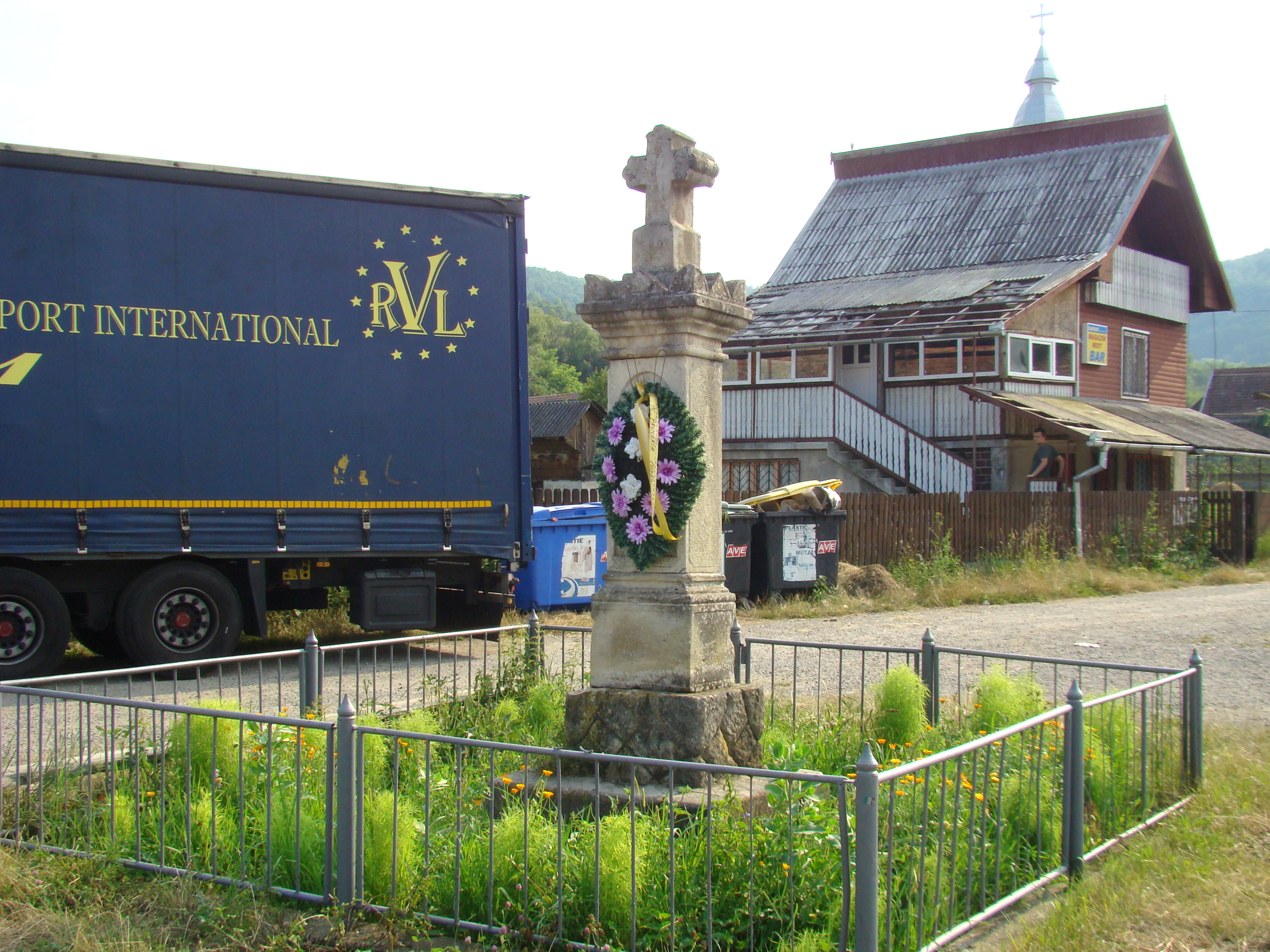
Monumentul eroilor
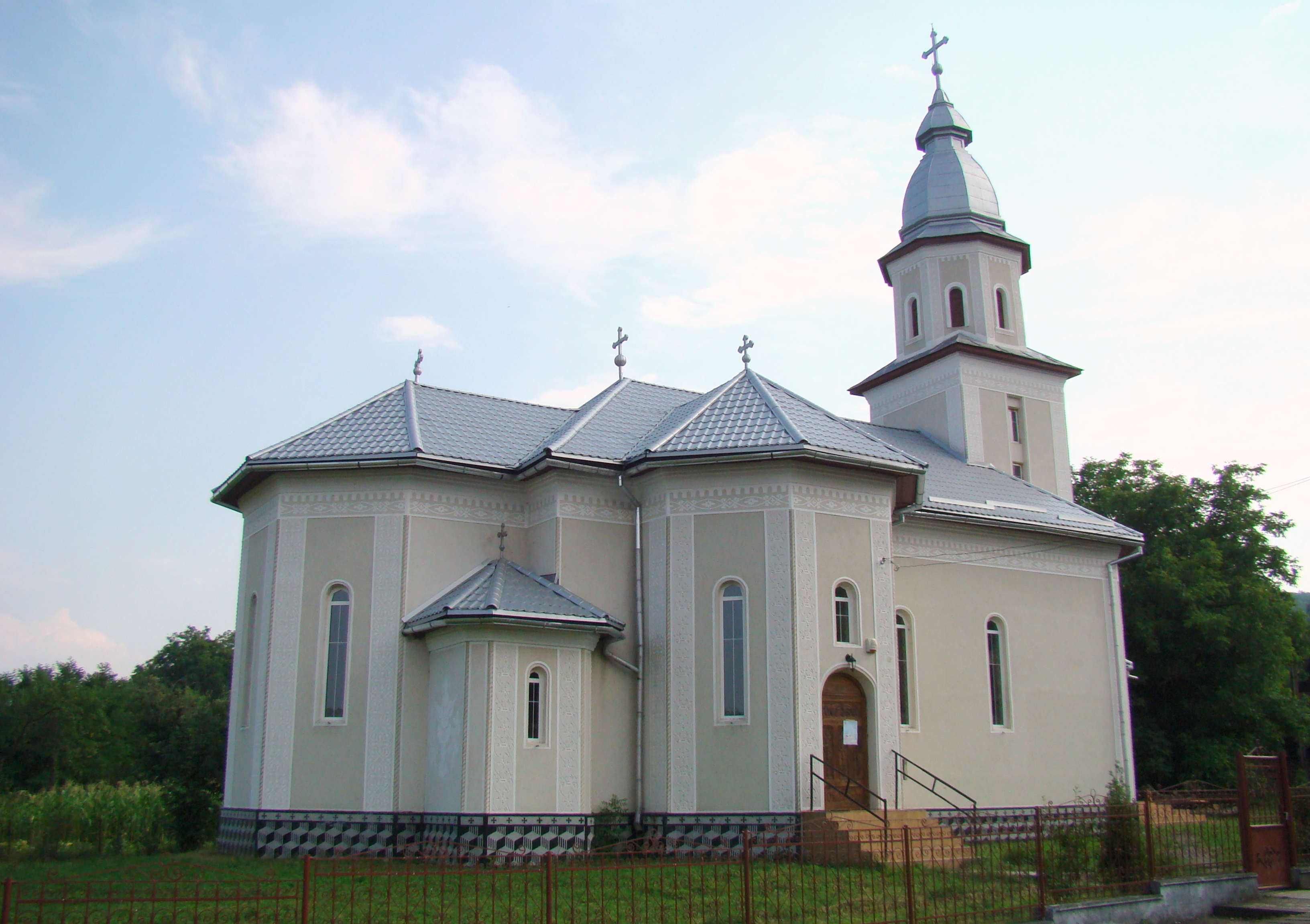
Biserica ortodoxă din Tămașa
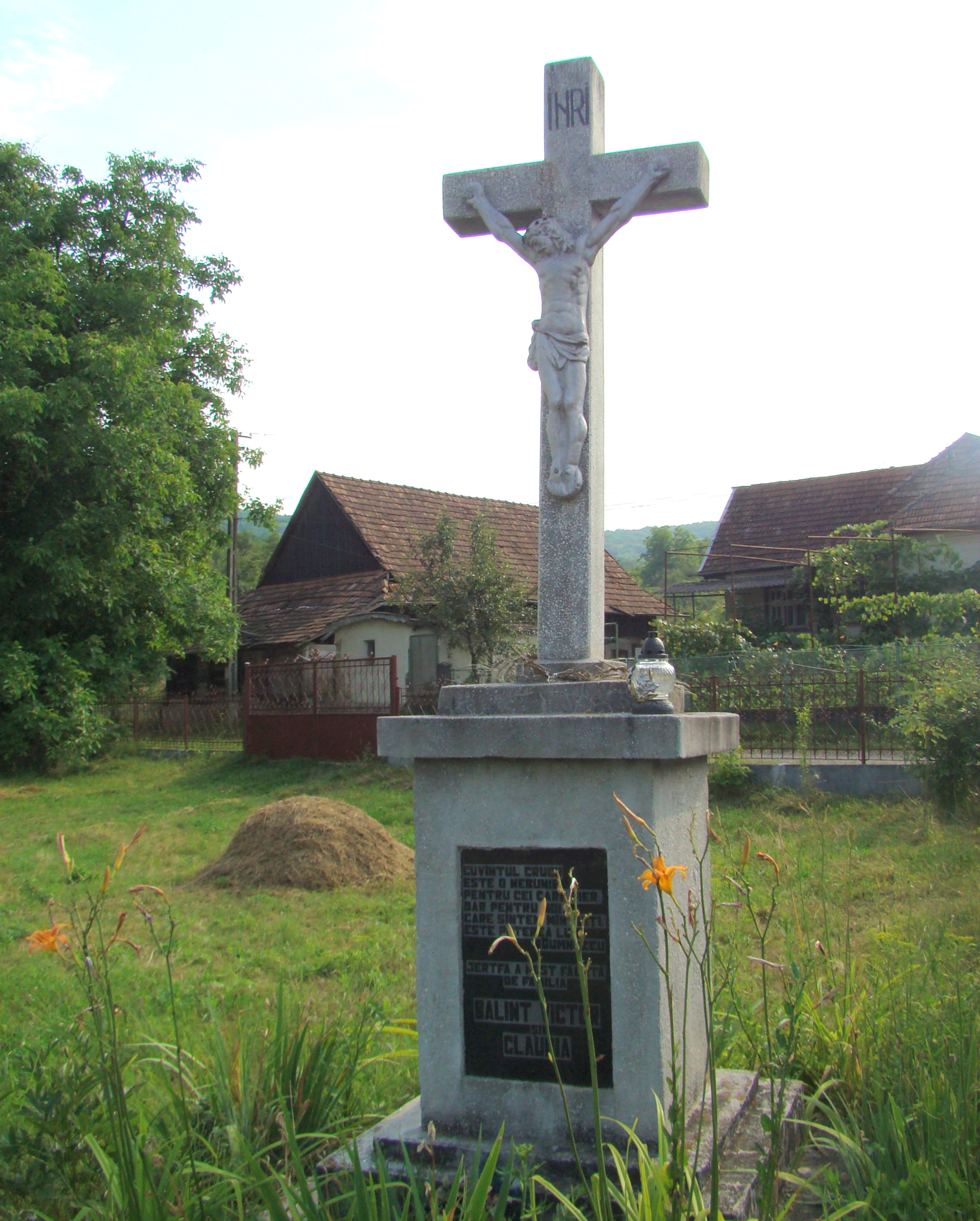
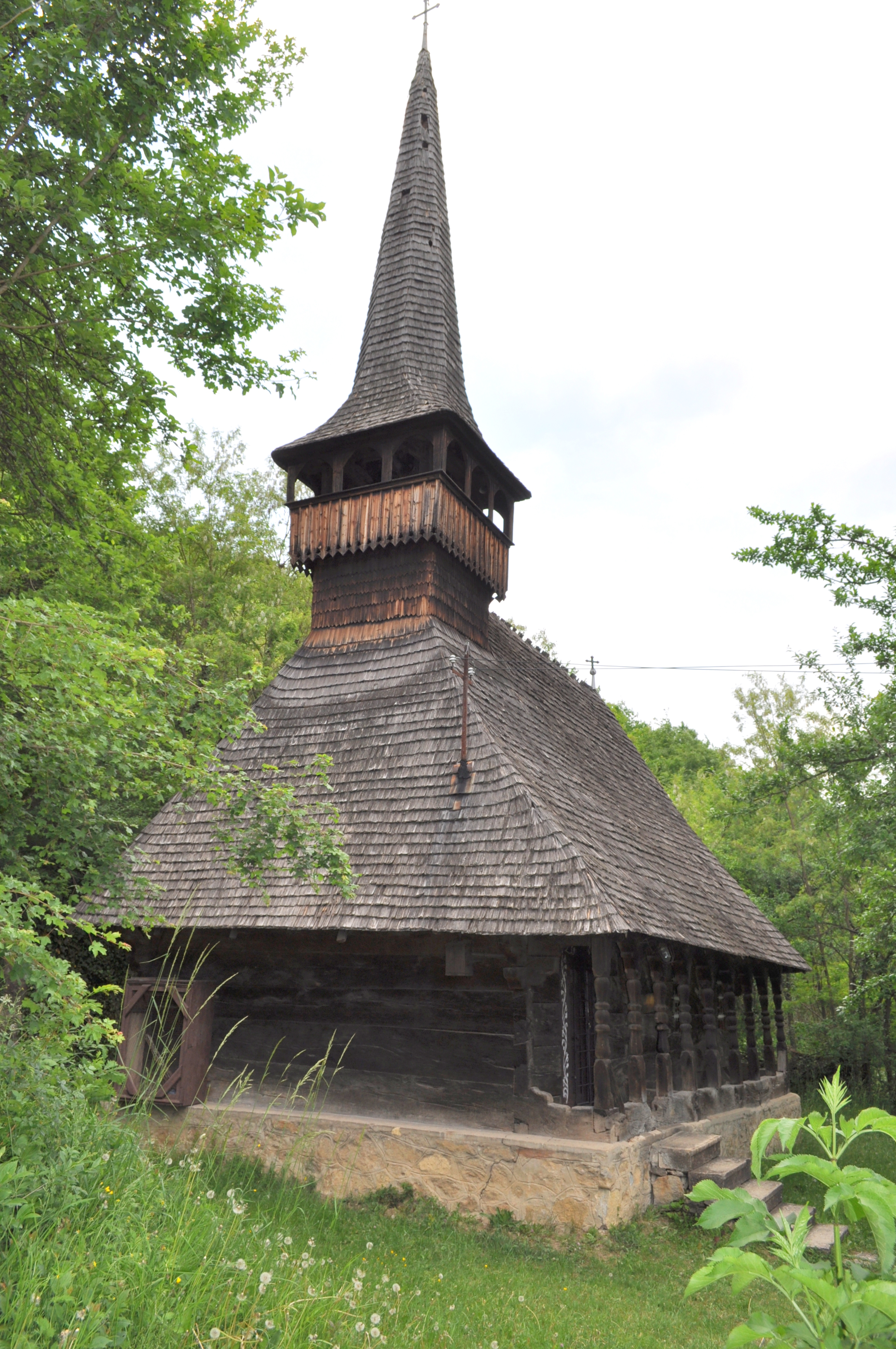
Biserica de lemn din Tămașa (monument istoric, aflată în prezent în localitatea Ticu-Colonie din județul Cluj)